# Didier Nordon
 (février 2019).
Si vous disposez d'ouvrages ou d'articles de référence ou si vous connaissez des sites web de qualité traitant du thème abordé ici, merci de compléter l'article en donnant les références utiles à sa vérifiabilité et en les liant à la section « Notes et références ».
Didier Nordon est un mathématicien français, également auteur d'ouvrages de vulgarisation mathématique et scientifique, né le 23 février 1946 à Paris.

### Chroniques
Il a animé d'octobre 1991 à mai 2017 la rubrique du Bloc-notes, avec des illustrations du dessinateur Matyo, dans la revue Pour la Science. Quatre recueils de chroniques parues dans cette revue sont publiées :
- Des cailloux dans les choses sûres (1997)
- Vous reprendrez bien un peu de vérité (2007)
- À contre-idées (2011)
- Scientaisies (2014)

### Essais et nouvelles
- Les mathématiques pures n'existent pas !, Actes Sud, 1981 (rééd. 1993), illustrations de Michel Mendès France
- Intelligence, passion honteuse, éditions du Félin, 1990
- L'intellectuel et sa croyance, éditions L'Harmattan, 1991
- Peu plausible mais vrai, éditions du Choix, 1992, illustrations de Charb
- L'Homme à lui-même, Correspondance avec Jacques Ellul, Éditions du Félin, 1992
- L'ennui, Féconde Mélancolie (collectif), éditions Autrement, collection Mutations, 1998
- Deux et deux font-ils quatre ?, éditions Belin Pour la Science, 1999
- Au cirque (nouvelles), éditions L'improviste, 2001, illustrations de Matyo
- Les obstinations d'un mathématicien, collection Regards sur la science, éditions Pour la science, Belin, 2003
- Le ZYXaire des sciences, dessins de Matyo, éditions Belin Pour la Science, 2003
- À bas le savoir ! éditions L'Atalante, collection Comme un accordéon, 2005, illustrations de Quentin Faucompré
- Le Supplice du plan (essai), Bernard Pascuito Éditeur, 2009[1]
- La rigueur même (nouvelles), éditions Hermann, 2010
- La droite amoureuse du cercle, éditions Hermann, 2011
- L'âme et l'urine, variations sur le mauvais goût de la condition humaine, éditions Champ Vallon, 2017
- Pour Cavaillès, ouvrage collectif, Christian Houzel, Didier Nordon, Xavier-F. Renou, Henri Roudier, Jean-Jacques Szczeciniarz, éditions au pont 9, 2021, www.aupont9.com
- Épargnez-nous les démonstrations !, aphorismes, éditions au pont 9, 2022, www.aupont9.com

### Ouvrages jeunesse
Quatre ouvrages de la collection Ratatouille (éditions Autrement), parus et 1997 et dessinés par Lys Flowerday :
- Le chocolat, ça craque
- Les épinards, ça rouille
- Les œufs, ça brouille
- La soupe, ça chatouille